# Épave de Cirebon
L'épave de Cirebon est une épave sous-marine découverte en 2003 au large de la ville de Cirebon, située sur la côte nord de l'île de Java en Indonésie. La bonne conservation de l'épave et la richesse de sa cargaison constituent un précieux témoin des échanges maritimes ayant cours en Mer de Java dans le dernier quart du Xe siècle de notre ère.

## Découverte et fouille
L'épave est découverte février 2003, en mer de Java, à 90 milles nautiques de la ville de Cirebon par  des pêcheurs qui ramènent des objets en céramique dans leurs filets. Ces objets proviennent d'une épave reposant à 57 m de profondeur. Les autorités indonésiennes reconnaissant ne pas avoir les moyens techniques et financiers de récupérer l'épave et sa cargaison en confient la responsabilité à une société privée Cosmix Archeological Underwater Research and Recovery qui entre avril 2004 et octobre 2005 va parvenir, après environ 24 000 plongées, à récupérer 250 000 objets parmi les 500 000 que comptait la cargaison.

## Épave et cargaison
Avec le temps, la disparition du bordé de coque a contribué à l'affaissement de la cargaison qui fut recouverte par une accumulation de sable et de boue aboutissant à la constitution d'un tumulus de 3 à 5 m de hauteur. L'épave correspond à un bateau dont la coque mesurait de 32 à 35 m de longueur. Les bordages étaient assemblés sans clous par des cordages selon la technique dite « à planches cousues ». Aucun élément de gréement, ni le gouvernail n’ont été retrouvés mais deux ancres en fonte probablement d’origine chinoise ont été découvertes. L'absence d'éléments de pont retrouvés, laisse supposer qu'il s'agissait d'un bateau à pont partiellement ou totalement découvert. L'ensemble correspond à une technique de construction typique du sud-est asiatique ou austronésienne.
La très grande variété de cette cargaison a contribué à qualifier l'épave de « véritable bazar flottant ». Du minerai de fer et des lingots d'étain furent entreposés à fond de cale, afin de servir de ballast avant leur vente. L'essentiel de la cargaison était constitué par des grès verts chinois, dont la boue a préservé les glaçures, provenant des provinces du Zhejiang, du Fujian et du Guangdong, principalement des bols, ainsi que des verseuses, de petites jarres en forme de bouton de lotus, des boîtes et des présentoirs d'usage rituels ou quotidiens. L'un de ces bols comporte un sceau de la fabrique Xu Ji Shao ainsi que l'inscription d'une date (968 apr. J.-C.) correspondant à la période des Cinq Dynasties et des Dix Royaumes et à la dynastie Liao. Une seconde partie de la cargaison était constituée de verres (aiguières, flacons, bols, bouteilles) moulés ou soufflés, colorés, portant parfois des décors à la roulette, en provenance du monde arabo-musulman et datés du califat des Abbassides. Le reste des produits retrouvés se compose de miroirs en bronze du Yangzhou, de bijoux indiens en or, de pierres précieuses provenant d'Inde et du Sri Lanka (rubis, grenats, saphirs), d’Afghanistan (lapis-lazuli), de perles et objets en bronze, d'origine indonésienne. Les objets liés au culte bouddhique laissent supposer l'existence d'échanges entre le royaume bouddhiste de Wuyue dans le sud de la Chine et Java, où avaient été construits les temples bouddhique de Borobudur et shivaite de Prambanan.

## Hypothèses
L'épave reposant à plat sur le fond marin et l'examen de la coque n'ayant permis d'identifier aucun dommage résultant d'un choc, il est probable que le bateau a sombré uniquement en raison de sa surcharge,. Le poids des minerais retrouvés dans l'épave (cargaison et ballast) a été évalué à environ 150 tonnes, auxquelles il faut ajouter le poids considérable de la cargaison et celui du bateau. 
Le nombre important de céramiques chinoises dans la cargaison laisse penser que le bateau venait de Chine, dont les principaux ports à l'époque étaient Quanzhou, Minzhou (aujourd'hui Ningbo) et Canton mais la disposition des marchandises semble indiquer que celles provenant du Moyen-Orient avaient été chargées après celles venant de Chine. On peut donc raisonnablement supposer que le navire avait d'abord acheminé des marchandises chinoises au Moyen-Orient, sinon il aurait déposé ses marchandises chinoises en Indonésie avant de repartir pour le Moyen-Orient. Lors de son naufrage, le bateau achevait probablement le dernier tronçon d'un commerce triangulaire Indonésie/Chine/Moyen-Orient/Indonésie.  La disposition de la coque au fond de l'eau suggère que le navire se dirigeait vers la région de l'actuelle Semarang sur la côte nord de Java et qu'il aurait pu provenir de la cité de Sriwijaya (aujourd'hui Palembang dans le sud de Sumatra). Sriwijaya était en effet à l'époque un important centre maritime que fréquentaient des navires marchands originaires du « Nanhai » (南海, « mer [de Chine] méridionale »). Les Chinois de l'époque désignaient les populations de cette région, Chams, Khmers, Malais et même Indiens,  par le nom de « Kunlun ».

## Devenir
En 2009, l'ensemble des documents d'étude de la cargaison (relevés de fouille, photos, dessins, inventaires...) et une série d’échantillons de divers matériaux (tessons de verre et céramique, fragments métalliques, matières organiques) ont été déposés par la société Cosmix au Musée royal de Mariemont à des fins d'étude et de conservation,. En ce qui concerne la cargaison, très rapidement les autorités indonésiennes envisagèrent sa vente complète. En octobre 2010, l'ensemble de la collection réunie fut ainsi mise aux enchères au prix de 80 millions de dollars mais la vente échoua.